# Gerhard Zotz
Gerhard Zotz (* 23. Juni 1960 in Aitrang) ist ein deutscher Botaniker, der an der Universität Oldenburg den Lehrstuhl für Funktionelle Ökologie innehat.

## Leben
Gerhard Zotz, der aus der österreichisch-deutschen Unternehmer-, Künstler- und Gelehrtenfamilie Zotz stammt, studierte Biologie an der Universität Würzburg, an der er 1993 promovierte. Im Anschluss daran forschte er in Panama und in den USA. Von 1995 bis 2000 arbeitete er weiter an der Universität Würzburg, wo er sich 1998 habilitierte. Zotz lehrte und forschte dann ab 2001 am Botanischen Institut der Universität Basel. Seit 2006 ist Gerhard Zotz Professor für funktionelle Ökologie am Institut für Biologie und Umweltwissenschaften der Carl von Ossietzky Universität Oldenburg. 
Gerhard Zotz’ Forschungsschwerpunkte sind Schnittstellen von Populationsbiologie und Ökophysiologie der Pflanzen sowie die Tropenökologie. An der Universität Oldenburg leitet er die Arbeitsgruppe „Funktionelle Ökologie der Pflanzen“.

## Schriften
- Photosynthese und Wasserhaushalt von Pflanzen verschiedener Lebensformen im Kronenbereich des tropischen Regenwalds auf der Insel von Barro Colorado, Panama. München 1992
- Funktionelle Bedeutung von Biodiversität. Im Auftrag der Gesellschaft für Ökologie hrsg. von G. Zotz und Ch. Körner. Berlin 2001
- Vascular epiphytes in the temperate zone - a bibliography. Selbyana 24.2003.
- 2004. Growth and survival of the early stages of the heteroblastic bromeliad, Vriesea sanguinolenta. Ecotropica 10.2004.
- The population structure of the vascular epiphytes in a  lowland forest in Panama correlates with species abundance. Journal of Tropical Ecology 23.2007